# Nordmaling (comuna)
Nordmaling (em sueco: Nordmaling kommun) é uma comuna da Suécia localizada no condado de Bótnia Ocidental. Sua capital é a cidade de Nordmaling. Possui 1 230 quilômetros quadrados e segundo censo de 2018, havia 7 118 habitantes.